# Bahreïn
Pour les articles homonymes, voir Bahreïn (homonymie).
Royaume de Bahreïn
(ar) مَمْلَكَةُ ٱلْبَحْرَيْن 
Bahreïn (en arabe : الْبَحْرَيْن, al-baḥrayn , /æl baħræjn/, littéralement « les deux mers »), en forme longue le royaume de Bahreïn (en arabe : مَمْلَكَةُ ٱلْبَحْرَيْن, mamlakat al-baḥrayn ), est un petit État insulaire d'Arabie, situé près de la côte ouest du golfe Persique, au Moyen-Orient. L'île de Bahreïn, qui est reliée à l'Arabie saoudite par la chaussée du roi Fahd vers l'ouest, constitue l'essentiel de son territoire. L'Iran se situe à environ 200 kilomètres au nord et le golfe de Bahreïn sépare l'île de la péninsule du Qatar au sud-est. En 2010, la population bahreïnienne est estimée à 1 234 571 personnes, dont plus de 660 000 expatriés (soit 54 % de la population),.
Bahreïn a été l'un des lieux emblématiques de la civilisation antique de Dilmun, avant de tomber sous les dominations successives des empires parthe et sassanide. La région est convertie à l'islam en 628, ce qui en fait l'un des premiers pays musulmans. Après une période de domination par les Arabes, Bahreïn est occupé par les Portugais en 1521, avant d'être conquise par le Chah Abbas Ier de l'Empire perse des Séfévides en 1602. En 1783, la tribu arabe Bani Utbah, venue du centre de la péninsule Arabique, s'empare de l'île et le pays est depuis dirigé par la famille royale Al Khalifa. À la fin du XIXe siècle, Bahreïn devient un protectorat britannique, et ce n'est qu'en 1971, à la suite du retrait britannique de la région à la fin des années 1960, que Bahreïn déclare son indépendance. Le pays se constitue en royaume sous l'impulsion de l'émir Hamed ben Issa al-Khalifa, qui devient le roi Hamed II. Le système politique est une monarchie.
À partir du début de l'année 2011, le pays a connu des manifestations soutenues et répétées inspirées par les mouvements du Printemps arabe, principalement menées par la population de confession chiite (plus de 65 % de la population) et très vite rejointes par toutes les couches de la population : sunnites, riches, pauvres, hommes, femmes, adolescents. Mais l'enfermement du régime dans une répression de plus en plus sévère entraîne une escalade dans la violence de part et d'autre, avec le développement de groupes armés à l'action de plus en plus élaborée d'un côté, et une fermeture des options démocratiques toujours plus grande de l'autre,.
En 2021, le pays a un indice de développement humain très élevé (alors classé 35e du monde) et est reconnu par la Banque mondiale pour son économie à haut revenu (high-income economy),. Bahreïn est membre de l'Organisation des Nations unies, de l'Organisation mondiale du commerce, de la Ligue arabe, du Mouvement des non-alignés, de l'Organisation de la coopération islamique et est l'un des membres-fondateurs du Conseil de coopération du Golfe.
Le pétrole a été découvert à Bahreïn en 1932, pour la première fois sur la côte ouest du golfe. Depuis la fin du XXe siècle, le pays cherche à diversifier son économie, en investissant dans les secteurs bancaires et touristiques. La capitale, Manama, accueille de nombreuses structures financières, comme le Bahrain World Trade Center et le Bahrain Financial Harbour. Le Qal'at al-Bahreïn (site de l'ancienne capitale de la civilisation antique de Dilmun) et le patrimoine perlier de Bahreïn ont été classés parmi les sites du patrimoine mondial de l'UNESCO en 2005 et 2012 respectivement. Le Grand Prix automobile de Bahreïn se déroule sur le circuit international de Sakhir, dans le centre du pays.

## Étymologie

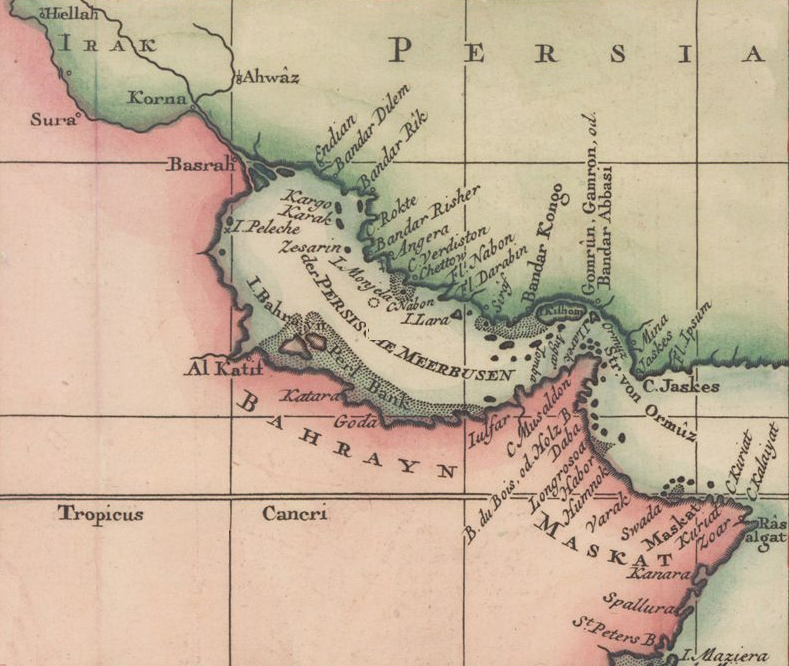
Une carte dessinée par Jacques-Nicolas Bellin en 1745 représentant la région historique de Bahreïn.

En arabe, bahrayn est la forme double ou duelle de bahr (« mer ») ; ainsi, al-Bahrayn signifie « les deux mers », bien que les deux mers dont il est question sont encore à ce jour sujettes à controverse. Le terme apparaît cinq fois dans le Coran, mais il ne fait pas référence à l'île actuelle (à l'origine connue des Arabes sous le nom d’Awal) : il désigne plutôt les oasis d'Al-Qatif et de Hadjar, en actuelle Arabie saoudite. L'époque de l'utilisation de ce terme pour parler des îles d’Awal reste incertaine, mais ce serait probablement après le XVe siècle.
Aujourd'hui, les « deux mers » de Bahreïn peuvent faire référence :
- aux baies situées à l'est et à l'ouest de l'île[13] ;
- aux mers du Nord et du Sud de l'île[14] ;
- à l'eau salée de la mer et à l'eau douce des sources souterraines du territoire[15]. En plus des puits dispersés dans le pays, la mer du nord compte quelques endroits, où l'eau douce émerge sur les plages d'eau salée, phénomène remarqué par les visiteurs du pays depuis l'Antiquité[16].

Jusqu'à la fin du Moyen Âge, « Bahreïn » (Bahrain en anglais) faisait référence à une région historique beaucoup plus importante que le territoire national actuel, incluant Al-Ahsa, Al-Qatif (aujourd'hui rattachées à la province orientale de l'Arabie saoudite) et les îles d’Awal (Bahreïn actuel). La région s'étirait depuis Bassorah en Irak, jusqu'au détroit d'Ormuz à Oman et s'appelait alors province de Bahreïn (Iqlīm al-Bahrayn).

## Géographie
Bahreïn est un archipel de trente-trois îles, généralement plat et aride du golfe Persique, situé à l'est de l'Arabie saoudite. Il consiste en une large plaine désertique qui compte en son centre le point le plus élevé du pays, culminant à 134 mètres : Djébel ad Dukhan (جبل الدخان ; littéralement « la montagne de fumée »),. Le pays totalise 665 km2, mais en raison d'une volonté humaine d'expansion sur la mer (toujours en développement), le territoire compte aujourd'hui un peu plus de 765 km2. L'archipel est composé de trente-trois îles, mais le programme intensif visant à créer des terre-pleins habitables sur la mer a considérablement modifié le nombre originel d'îles : en 2008, le pays en comptait plus de 84.
Bahreïn n'a comme frontière terrestre qu'une île artificielle non nommée, qui est partagée avec l’Arabie saoudite. L’État possède une côte littorale de 161 kilomètres. Il revendique également les eaux territoriales sur 22 km2 (12 M) ainsi que 44 km2 (24 M) de zone contigüe. L'île principale est reliée au continent arabique (Arabie saoudite) par la chaussée du roi Fahd (جسر الملك فهد (Jisr al-Malik Fahd)). Un autre pont reliant le pays au Qatar est en cours de construction sous le nom pont de l'Amitié (جسر المحبة). Les îles les plus importantes de Bahreïn sont l'île de Bahreïn, l'île de Muharraq, Umm an Nasan et Sitra. 
Le pays bénéficie d'hivers doux, mais il subit des étés très chauds, et particulièrement humides. Les ressources naturelles de Bahreïn sont principalement énergétiques avec le pétrole et le gaz naturel, mais la pêche est également une activité majeure, ainsi que la récolte des perles.
Le désert représente 92 % du territoire, et les terres arables sont en voie de disparition, avec moins de 2,8 %. La désertification est un enjeu environnemental majeur à Bahreïn, en raison de la dégradation des zones cultivables, déjà limitées, et des zones côtières (urbanisation des littoraux, dégâts sur les récifs de coraux, pollution de la flore aquatique et nombreux rejets pétroliers). Le pays est également touché par des périodes de sécheresse ainsi que des tempêtes de sable et doit faire face au problème de la salinisation de l'eau de source du territoire due à l'utilisation de techniques agricoles intensives.

### Climat
Bahreïn possède un climat aride et enregistre deux saisons : un été extrêmement chaud, et un hiver relativement doux. Pendant les mois d'été, d'avril à octobre, les températures avoisinent en moyenne 40 °C l'après-midi ; l'hiver, de novembre à mars, elles descendent entre 10 et 20 °C. Les mers autour de Bahreïn sont peu profondes et elles chauffent rapidement en été, produisant une grande humidité, principalement la nuit. 
Les températures estivales peuvent parfois atteindre 50 °C, et l'humidité ambiante rend la saison très inconfortable sans climatisation. De plus, un vent chaud et sec venu du sud, appelé qaws, souffle périodiquement à travers le Sud du pays jusqu'à Manama en été. Les pluies sont rares et se produisent l'hiver, avec un maximum enregistré à 71,8 mm, et, en présence de pluie ou non, l'humidité dépasse souvent les 90%. Le shamal (شمال) est un vent hivernal venu du nord-ouest amenant de l'air humide sur les îles. Quelle que soit la saison, les températures sont globalement uniformes sur l'ensemble de l'archipel.
| Mois                                | jan. | fév. | mars | avril | mai  | juin | jui. | août | sep. | oct. | nov. | déc. | année |
| ----------------------------------- | ---- | ---- | ---- | ----- | ---- | ---- | ---- | ---- | ---- | ---- | ---- | ---- | ----- |
| Température minimale moyenne (°C)   | 14,1 | 14,9 | 17,8 | 21,5  | 26   | 28,8 | 30,4 | 30,5 | 28,6 | 25,5 | 21,2 | 16,2 | 23    |
| Température maximale moyenne (°C)   | 20   | 21,2 | 24,7 | 29,2  | 34,1 | 36,4 | 37,9 | 38   | 36,5 | 33,1 | 27,8 | 22,3 | 30,1  |
| Précipitations (mm)                 | 14,6 | 16   | 13,9 | 10    | 1,1  | 0    | 0    | 0    | 0    | 0,5  | 3,8  | 10,9 | 70,8  |
| Nombre de jours avec précipitations | 2    | 1,9  | 1,9  | 1,4   | 0,2  | 0    | 0    | 0    | 0    | 0,1  | 0,7  | 1,7  | 9,9   |

## Histoire

### Le protectorat britannique duXIXesiècleà 1971

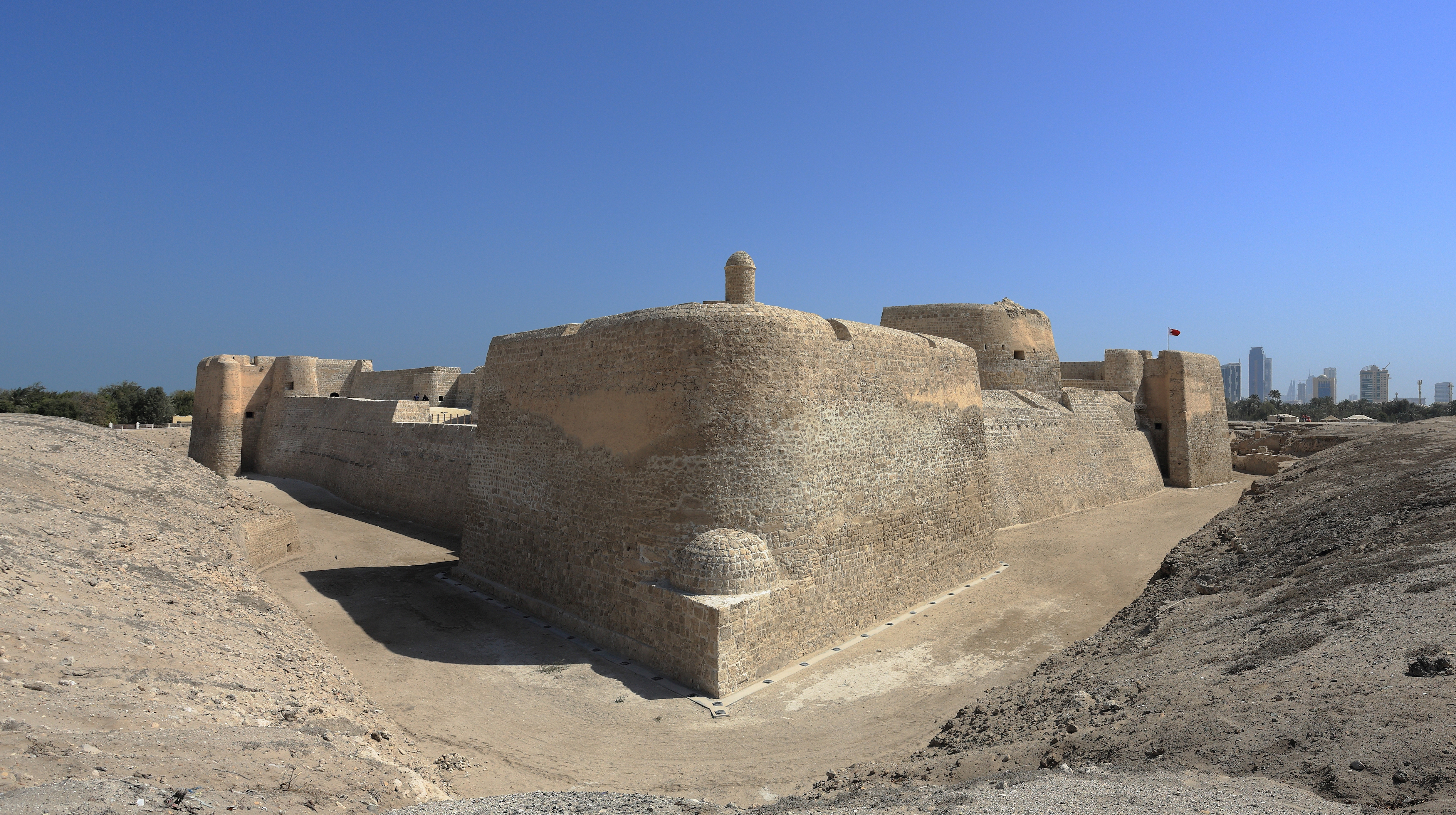
Fort de Bahreïn

Les Britanniques sont présents à Bahreïn et dans le reste du golfe dès le XVIIIe siècle. Mais des rivalités importantes existent entre les différentes tribus du golfe (notamment entre celles de Mascate, de Bahreïn et du Koweït, et l’expansion des Wahhabites). Ces tensions poussent les Britanniques à intervenir pour maintenir la paix et la sécurité de la route des Indes. 
C'est dans ce contexte que les Britanniques mettent en place divers traités de paix pour pacifier la région. Ainsi, nous retrouvons deux traités majeurs, celui de 1820 et celui de paix perpétuelle, qui est signé en 1853. Mais le cheikh de Bahreïn ne signe pas ce traité de paix perpétuelle avec les Britanniques et il conclut un traité avec la Perse en 1860, pour asseoir son pouvoir sur les autres tribus. La Grande-Bretagne voit dans cet agissement une action contraire à ses intérêts, et elle intervient militairement à Bahreïn pour forcer le cheikh de Bahreïn à signer un traité de paix perpétuelle avec elle, en mai 1861. En plus de ce nouveau traité, plusieurs conditions sont posées au cheikh : celui-ci doit reconnaître les traités déjà signés entre la Grande-Bretagne et ses prédécesseurs, il peut recevoir l’aide militaire de la Grande-Bretagne; en échange de quoi, il s’engage à ne pas faire la guerre, et enfin la Grande-Bretagne bénéficiera de liens commerciaux privilégiés avec Bahreïn. Ce traité est complété par un autre en 1880, dans lequel il est indiqué que les cheikhs de Bahreïn (celui présent et ceux à venir) ne peuvent nouer de liens avec d’autres États, sans l’accord de la Grande-Bretagne.
En plus des rivalités avec les pays alentour et les conditions posées par la Grande-Bretagne, Bahreïn doit également régler des conflits de pouvoir internes à la famille Al Khalifa. Cette dynastie a été fondée par le cheikh Ahmad Ibn Muhammad Al-Khalifa en 1783, après avoir chassé les Perses présents sur son territoire du XVIIe au XVIIIe siècle. Un système avec un double souverain est alors mis en place et dure jusqu'en 1869, ce qui renforce les querelles familiales.
Entre-temps, les Al Khalifa occupent le Qatar de 1766 à 1867, ce qui provoque des ripostes entre les Qatariens et les Barheïniens. En 1869, les Britanniques nomment le cheikh Isa Ibn Ali al-Khalifa au pouvoir, afin de mettre un terme aux discordes familiales et également pour rétablir l'ordre avec le Qatar. Celui-ci s’appuie sur les Britanniques pour garantir son autorité face aux Perses et aux Ottomans. Un nouveau traité est signé en 1880, pour asseoir davantage la mainmise de la Grande-Bretagne sur la politique internationale de Bahreïn.
En 1956, à la suite de la crise du canal de Suez, les Britanniques renforcent leurs forces armées dans le Golfe, et notamment à Bahreïn. Mais prétextant des difficultés économiques, ils choisissent finalement de se retirer en 1971. Le 15 août 1971, Bahreïn proclame son indépendance. La proclamation de l’indépendance de Bahreïn entraîne l’abolition des traités signés avec la Grande-Bretagne, mais les liens d’amitié subsistent entre les deux États.

## Politique

### Monarchie
Bahreïn est une monarchie constitutionnelle, dirigée par le roi Hamed ben Issa Al Khalifa. L'« émirat » de Bahreïn a modifié son nom en « royaume » en 2002, mais sans changement concret. L'Assemblée nationale est composée de deux chambres, celle du Conseil des représentants (Majlis Al-Nuwab), la chambre basse, et celle du Conseil consultatif (Majlis Al-Shura), la chambre haute, dotées de 40 sièges chacune, depuis la proclamation de la nouvelle Constitution par le roi Hamad Al Khalifa le 14 février 2002.
La découverte du pétrole dans l'Entre-deux-guerres apporta la modernisation à Bahreïn et augmenta son influence politique mondiale, doublant l'intérêt qu'avait la Grande-Bretagne pour l'île.
En 1973, l'émir Sheikh Issa ben Salmane Al Khalifa (عيسى بن سلمان آلخليفة) fonde ses réformes sur une constitution. Celle-ci soulignait le caractère héréditaire de la domination du clan et créait une assemblée nationale de 44 membres, dont 30 étaient élus et 14 nommés. Cette assemblée fut dissoute en 1975, après qu’un décret relatif à la sécurité nationale et violant les droits individuels fut la source d’intenses débats. Cette assemblée fut restaurée quand Hamed ben Issa Al Khalifa prit le pouvoir après son père.

### Droits de l'homme
Les réformes politiques et les progrès sur les questions des droits de l'homme représentaient une avancée prudente pour le royaume de Bahreïn. Ceux-ci sont matérialisés par l'adoption d'une « charte nationale », en février 2001, prévoyant la restauration des institutions et en particulier, celle du Parlement. En outre, le 14 février 2002, un décret royal concrétise la création du parlement, qui est désormais bicaméral, grâce à un amendement de la constitution ; et permet dans le même temps, d'accorder le droit de vote et d'éligibilité aux femmes.
En 2017, les arrestations arbitraires, harcèlements et tortures se sont multipliés à Bahreïn selon un rapport d’Amnesty international.

### Printemps arabe
Depuis le 14 février 2011, le pouvoir en place fait face à des manifestations populaires et politiques dans la lignée du Printemps arabe. Le royaume a alors décidé de recourir à la violence en usant de la torture, des assassinats et des arrestations arbitraires à l'encontre des manifestants,.
L'Arabie saoudite envahit Bahreïn avec des troupes du Conseil de coopération du Golfe en mars 2011 pour écraser la révolte démocratique et ses demandes de monarchie constitutionnelle, causant la mort de nombreuses personnes,. Il est à noter que le pays a toujours eu des forces de protections étrangères sur son sol, notamment saoudiennes et américaines.
En 2013, des manifestations de moindre ampleur contre le régime continueraient. Après deux ans de répression, le bilan s'établit à plus de 82 morts, dont 9 enfants.
La détention et le procès d'Ayat Al-Qurmezi, font de la poétesse et étudiante, une des figures du printemps arabe bahreïnien.

### Politique étrangère
La monarchie est alignée ainsi sur ses deux voisins, protecteurs et donneurs d’ordres, saoudien et émirati. Ses rapports avec l'Arabie saoudite se sont toutefois momentanément détériorés en 2004 à la suite de la signature par Bahreïn d'un traité de libre-échange avec les États-Unis sans consultation préalable du Conseil de coopération du Golfe (CGG), qui regroupe les six monarchies de la péninsule arabe et qui est censé gérer ce type de traité. En représailles, l'Arabie saoudite a suspendu pendant plusieurs mois le versement des revenus issus du gisement pétrolier d'Abou Safah, que se partagent les deux pays.
Bahreïn se joint en 2015 à la coalition militaire dirigée par l'Arabie saoudite au Yémen et en 2017 au blocus contre le Qatar.
Bahreïn bénéficie de rapports étroits avec le Royaume-Uni, son ancienne puissance coloniale. Celui-ci détient une base navale sur l'archipel, entretient une coopération sécuritaire et le soutient sur le plan diplomatique, célébrant rituellement depuis des décennies ses « progrès en matière de droits de l'homme ».
Bahreïn et Israël concluent en 2020, sous l'égide des États-Unis, un accord de normalisation de leurs relations. Bahreïn est ainsi le quatrième pays arabe — après l’Égypte, la Jordanie et les Émirats arabes unis — à conclure un accord de ce type avec l’État juif. Cet accord a été considéré comme un « coup de poignard dans le dos » par l'Autorité palestinienne. Le chef du Mossad israélien rencontre par la suite de hauts responsables bahreïniens afin de renforcer leurs relations dans les domaines de la sécurité et du renseignement. Ce rapprochement a été dans l’ensemble rejeté par la population et condamné par les partis d'opposition au régime.
Bahreïn accueille la Cinquième flotte des États-Unis.

### Subdivisions
Les premières élections « municipales » à Bahreïn se sont tenues en juillet 1919 ; les membres de la municipalité étaient alors élus annuellement. Partant d'une seule « commune » en 1919, le nombre passe à quatre en 1960 (Manama, Hidd, Muharraq et Riffa), pour atteindre douze communes dans les années 1990. Toutes ces communes étaient administrées depuis Manama sous le couvert d'un conseil municipal central, dont les membres étaient désignés par le roi.
Les premières élections municipales après l'indépendance en 1971 se sont tenues en 2002, avec une refonte des subdivisions communales pour créer cinq gouvernorats, chacun d'entre-eux étant administré par un gouverneur. Depuis septembre 2010 il n'y a plus que quatre gouvernorats.
| Carte       | Gouvernorats |
| ----------- | ------------ |
|             | 1. Capitale  |
| 2. Centre   |              |
| 3. Muharraq |              |
| 4. Nord     |              |
| 5. Sud      |              |

## Économie

Évolution du PIB par habitant à Bahreïn.

L’économie de Bahreïn est fortement tributaire du pétrole qui représente 60 % des exportations du pays, 70 % des revenus du gouvernement et 30 % du PIB. Bahreïn est le troisième pays du golfe Persique à avoir foré du pétrole en 1932 (après l'Iran et l'Irak) mais est également le premier à avoir asséché ses réserves de pétrole, l’Arabie saoudite lui venant en aide en lui cédant les revenus du champ pétrolier off-shore d'Abou Safa à cheval sur les deux territoires.
Le pays a également des richesses agricoles et perlières du fait de sa situation géographique.
La santé économique du pays fluctue avec la variation du prix de l’or noir : ainsi, pendant et après la guerre du Golfe, une grande part des exportations se compose de produits pétroliers transformés à partir de brut importé. Avec des équipements de communication et de transport fortement développés, Bahreïn accueille de nombreuses multinationales ayant des activités dans la région, développant notamment les services financiers, Bahreïn possédant la réglementation fiscale la plus basse du golfe Persique. Le secteur du bâtiment, avec de nombreux projets, est un autre moteur de l’activité.
Néanmoins le chômage, particulièrement chez les jeunes, et l'épuisement des réserves de pétrole et d’eau souterraine sont des problèmes économiques à long terme.
Selon le ministère des Finances de Bahreïn, le produit intérieur brut réel du royaume a diminué de 6,9 % par an au troisième trimestre de 2020. Cependant, au cours de la même période, l'économie a progressé de 1,4 % en rythme trimestriel. L'économie bahreïnienne avait été affectée par la pandémie de Covid-19, qui a poussé le gouvernement à approuver un plan financier de 4,3 milliards de dinars (11,4 milliards de dollars), alloué en priorité pour aider l'économie à faire face.
La dette du pays s'élève en 2020 à 44,5 milliards de dollars, soit 130 % du PIB. Elle devrait grimper à 155 % du PIB en 2026 selon les estimations du FMI. Les dépenses militaires expliquent principalement cette hausse de la dette. En 2024, le pays est classé en 72e position pour l'indice mondial de l'innovation.

### Infrastructures
Bahreïn possède un aéroport : l'aéroport international de Bahreïn (Muharraq International), dont le code IATA est BAH. Une des plus hautes tours se nomme la Trust Tower.

### Télécommunications
Le secteur des télécommunications à Bahreïn a officiellement débuté en 1981 avec la création de la première entreprise, Batelco (en), qui détient le monopole jusqu'en 2004. En 1981, le pays compte 45 000 téléphones et en 1999, Batelco annonce plus de 100 000 contrats de téléphonie mobile. En 2002, sous la pression des organismes internationaux, Bahreïn met en place des lois sur les télécommunications, ce qui implique la création d'un groupe indépendant de régulation : la Telecommunications Regulatory Authority (TRA). En 2004, Zain (une branche de Vodafone) commence ses opérations à Bahreïn et en 2010, VIVA (détenu par STC Group) devient la troisième entreprise à proposer ses services de téléphone mobile. En 2012, le pays compte 290 000 lignes de téléphones fixes et plus de 2,125 millions de lignes de téléphones mobiles soit près d'un million de plus que le nombre d'habitants.
Bahreïn est connecté à Internet depuis 1995 avec le suffixe de domaine « .bh ». La connectivité du pays (une statistique mesurant à la fois l'accès à Internet et aux lignes de téléphone mobile) est de 210,4 % par personne, soit largement plus que la moyenne des pays du golfe (135,37 %), soit un taux de pénétration de 77 % de la population. Compte tenu de la population totale, Bahreïn possède l'une des meilleures couverture réseau de tout le Moyen-Orient, avec un grand nombre de fournisseurs d'accès à Internet (22 en 2012). Le nombre de connectés à internet est exponentiel, passé de 40 000 en 2000 à 250 000 en 2008 puis à 960 000 en 2012. Cependant, Bahreïn est classé en 2012 par Reporters sans frontières comme l'un des ennemis d'Internet en raison de la censure et de la surveillance organisée par le gouvernement (le FAI Batelco est géré par la famille royale). RSF demande également la libération des journalistes et des cyber-activistes emprisonnés.
Les chaînes de radio et de télévision nationales sont gérées par le gouvernement.

## Démographie

### Population

Évolution de la démographie entre 1960 et 2010 (chiffre de la DAES, 2012). Population en milliers d'habitants.

Un recensement officiel en 2010 fait état de 1,2 million d'habitants, dont 568 399 Bahreïniens et 666 172 non-nationaux. Les résultats d'un recensement équivalent en 2001 ne comptabilisaient que 650 604 habitants, dont 405 667 Bahreïniens et 244 937 non-nationaux, ce qui représente une augmentation de près de 90 % en une décennie. Le pays passe la barre d'un million d'habitants en 2007. La proportion d'expatriés s'est également inversée, passant de 38 à 54 %. Si la population locale est d'origine arabe, un grand nombre de non-nationaux sont originaires d'Asie du Sud (Philippines, Inde, Pakistan, Sri Lanka) ou d'Iran. Les Indiens forment la plus grande communauté expatriée à Bahreïn, avec plus de 290 000 personnes en 2008,. La plupart des non-nationaux ayant immigré à Bahreïn sont des hommes.
Bahreïn est le quatrième État souverain le plus densément peuplé du monde (sans compter les cités-États), avec une densité de 1 646 personnes par km2 en 2010. La majorité de la population est concentrée au nord du pays, le Gouvernorat du Sud étant le moins peuplé de Bahreïn. Le nord du pays est tellement urbanisé qu'il est parfois considéré comme une seule et même aire urbaine.

### Religion
La religion d'État est l'islam et la plupart des Bahreïniens sont musulmans. Selon le recensement national officiel de 2001 81,2 % de la population est musulmane. Les chrétiens issus de l'immigration totalisent 9 % des habitants. Les 9,8 % restants se répartissent entre hindouistes et bouddhistes. Entre trente et cinquante juifs vivent également dans le pays, (une synagogue existe dans la capitale), ainsi qu'une petite communauté de foi bahá’íe.
Parmi les musulmans, la proportion de chiites dépasse les 65 %, probablement un héritage de deux siècles de domination perse, mais il n'existe pas de statistiques officielles sur ces chiffres,,. Les chiites sont de courant jafarite, les autres musulmans sont sunnites. Parmi les sunnites, la famille régnante Al Khalifa suit l'école malékite, comme certaines tribus qui la soutiennent.
En raison de l'influx massif d'immigrants venus de pays non-musulmans, comme l'Inde, les Philippines ou le Sri Lanka, le pourcentage de musulmans dans le pays a diminué ces dernières années. D'après le recensement de 2010, le pourcentage de musulmans est de 70,2 % (l'étude ne différenciait pas les autres religions entre elles).

### Éducation
Le taux d'alphabétisation est de 88,80 % (2007).

### Langues
L'arabe est la langue officielle de Bahreïn, bien que l'anglais soit très largement utilisé. L'arabe bahreïnien est le dialecte le plus parlé à Bahreïn parmi les multiples dialectes de la langue arabe. Parmi la population non-bahreïnienne, de nombreuses personnes parlent persan, la langue officielle de l'Iran, ou ourdou, celle du Pakistan. Les langues indiennes, le malayalam et l'hindi principalement, sont également largement parlées par la communauté expatriée,. La plupart des entreprises et institutions commerciales, ainsi que les panneaux de signalisations, sont bilingues et proposent des indications à la fois en arabe et en anglais.

## Culture

### Arts
L'île de Bahreïn pourrait être la Dilmun antique, un pays insulaire que l'on retrouve mentionné durant toute l'histoire de la Mésopotamie ancienne, depuis le IIIe millénaire av. J.-C. jusqu'au milieu du Ier millénaire av. J.-C., bien que l'île de Failaka au Koweït et, à un moindre titre, l’île de Tarout, sur les territoires côtiers du nord-est de la péninsule d'Arabie, soient également candidats.
Dilmun pourvoyait les royaumes mésopotamiens en bois, en pierres précieuses et en cuivre mais ces produits venaient en fait d'autres régions, comme Magan (Oman) pour le cuivre ou Meluhha (la vallée de l'Indus), et ne faisaient que transiter par l'île. Dilmun est mentionnée dans de nombreux textes mythologiques mésopotamiens, en particulier dans Enki et Ninhursag qui attribue la création de Dilmun au dieu sumérien Enki (qui en fit sa résidence et un Jardin d'Abondance présentant des similitudes avec le paradis terrestre ou le jardin d'Éden où Dieu aurait créé l'Homme), dans le récit sumérien de la Création Enūma eliš (ce récit apparaît comme le texte inspirateur de la Genèse. En effet, selon l'archéologue israélien Israël Finkelstein (La Bible Dévoilée 2001), le récit de la Genèse ainsi que les autres textes de l'Ancien Testament auraient été rédigés à l'époque du roi Josias (16e roi de Juda de -639 à -609 BC). Cette datation officielle basée sur de longues années d'étude archéologiques, place de fait les textes sumériens (fin du IIIe millénaire, début du IIe millénaire) comme historiquement bien antérieurs à ceux qui ont servi à composer l'Ancien Testament). Dans le Poème du Supersage où est décrit le mythe mésopotamien de la Création des hommes (créés, sur proposition du dieu Ea / Enki, à l’image des dieux, et façonnés dans de l’argile, argile auquel la déesse-mère Ninmah insuffla la vie), et dans le passage de l’Épopée de Gilgamesh où est décrit le Déluge : on y voit le héros de l'Arche, appelé Ziusudra / Atrahasis / Uta-Napishtim (qui deviendra Noé sous le règne de Josias), aller s'établir dans le Jardin de Dilmun en compagnie d’Ea, après qu’Enlil le dieu suprême lui eut accordé l’immortalité.
Bahreïn est l'un des pays les plus actifs dans le domaine de l'art contemporain. Il compte 3 associations nationales pour les arts plastiques et un certain nombre de galeries. Le Centre d'art Riwaq est fondé en 1998 par Bayan Kanoo. Cet espace qui a commencé avec la structure d'une galerie présente la génération des jeunes artistes du pays (Waheeda Malullah, Anas Al-Cheikh). Un certain nombre d'entre eux ont participé à la Biennale de Charjah.

### Sport

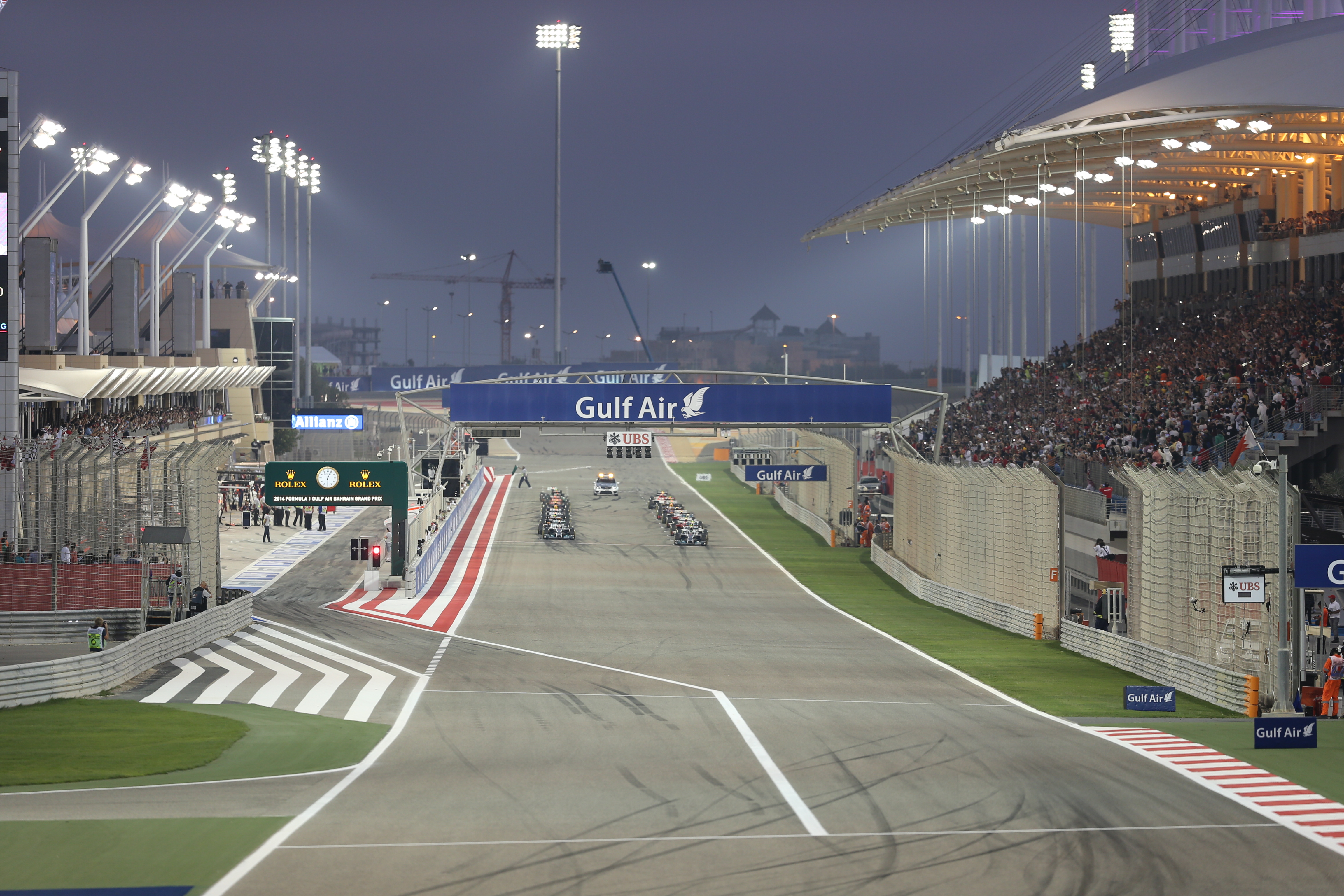
Premier départ en nocturne lors du Grand Prix automobile de Bahreïn 2014.

Depuis 2004, le royaume accueille chaque année le Grand Prix automobile de Bahreïn de Formule 1. La course se déroule sur le circuit international de Sakhir. L'édition 2011 fut annulée à la suite des émeutes populaires qui ont secoué le pays. Depuis l'édition de 2014, la course a la particularité de se dérouler de nuit, alors qu'auparavant, elle se déroulait de jour.
En août 2020, le royaume de Bahreïn a acheté une participation mineure dans le Paris Football Club. Le but, selon les propriétaires de L'Équipe, étant d'attirer des touristes dans le royaume, ce qui pourrait aider à maintenir les dommages à la réputation causés au pays pendant le Printemps arabe. Les antécédents de Bahreïn en matière de droits de l'homme sont entachés d'abus, où les dissidents ont longtemps été écrasés pour avoir dénoncé le régime. Un rapport de l'Institut de Bahreïn pour les droits et la démocratie en 2020 a déclaré que le pays reste intolérant envers les manifestations politiques, les voix critiques et les critiques en ligne. En 2019, plus de 300 personnes ont été condamnées lors de procès de masse, où la justice a négligé les preuves physiques des pratiques de torture dans les centres de détention de Bahreïn, tout en s'appuyant sur des aveux.

### Fêtes et jours fériés
Le 1er septembre 2006, Bahreïn a modifié les dates de ses weekends, anciennement les jeudis et vendredis pour les vendredis et samedis, afin d'avoir un jour en commun avec les weekends des autres pays du monde.
| Date                          | Nom français           | Nom local (arabe)   | Description |
| ----------------------------- | ---------------------- | ------------------- | --- |
| 1er janvier                   | Jour de l'an           | رأس السنة الميلادية | Premier jour de l'année du calendrier grégorien, célébré dans la plupart des pays du monde                                 |
| 1er mai                       | Fête du Travail        | يوم العمال          | Appelé localement Eid Al Oumal, « jour des travailleurs »                                                                  |
| 16 décembre                   | Fête nationale         | اليوم الوطني        | |
| 17 décembre                   | Jour de l'accession    | يوم الجلوس          | Jour de l'accession au trône de l'ancien émir, le Cheik Issa ben Salmane Al Khalifa                                        |
| 1er Mouharram                 | Jour de l'an islamique | رأس السنة الهجرية   | Premier jour de l'année du calendrier musulman (Hijri)                                                                     |
| 9e et 10e Mouharram           | Achoura                | عاشوراء             | Célébration en la mémoire du martyr Hossein, petit-fils de Mahomet                                                         |
| 12e Rabia al awal             | Mawlid                 | المولد النبوي       | Célébration de l'anniversaire du prophète Mahomet                                                                          |
| 1er, 2e et 3e Chawwal         | Aïd el-Fitr            | عيد الفطر           | Célébration de la fin du Ramadan (aussi appelée « petite fête »)                                                           |
| 9e Dhou al-hijja              | Jour d'Arafat          | يوم عرفة            | Commémoration du dernier sermon de Mahomet sur le mont Arafat qui termine le message de l'islam                            |
| 10e, 11e et 12e Dhou al-hijja | Aïd al-Adha            | عيد الأضحى          | Commémoration de la volonté d'Abraham de sacrifier son fils (aussi appelée la « grande fête » ou la « fête du sacrifice ») |